# WAZ-Mediengruppe
WAZ-Mediengruppe (WAZ) este o companie germană care este unul dintre cele mai influente trusturi media din Europa, având în portofoliu peste 180 de ziare și reviste, peste 120 de publicații comerciale și 17 tipografii.
Grupul este activ și în România, Bulgaria, Croația, Macedonia, Muntenegru, Austria, Serbia și Ungaria.
În Europa de Est are o cifră de afaceri de două miliarde de euro și peste 16.000 de angajați (cifre actuale în mai 2008).
În Bulgaria deține două dintre cele mai populare cotidiane: Trud și 24 Chasa.

## WAZ în România
Grupul WAZ a intrat pe piața din România în martie 2001, ca acționar la cotidianul România liberă.
În septembrie 2005, WAZ împreună cu omul de afaceri Dan Adamescu, a creat grupul de presă Medien Holding, societate în care cei doi acționari dețin fiecare câte 50%.
Medien Holding este acționar principal în Societatea "R", care editează cotidianul România liberă.